# عظاءات جبل شاستا
عظاءات جبل شاستا أو الشستاصورات (الاسم العلمي:†Shastasauridae) هي فصيلة منقرضة من الإكصوريات تتبع أصنوفة عظائيات مريام.